# Tibellus pateli
Tibellus pateli là một loài nhện trong họ Philodromidae.
Loài này thuộc chi Tibellus. Tibellus pateli được Benoy Krishna Tikader miêu tả năm 1980.